# Кольчегіз
Кольчегі́з (рос. Кольчегиз) — селище у складі Прокоп'євського округу Кемеровської області, Росія.
Стара назва — Кольчигіз.

## Населення
Населення — 446 осіб (2010; 504 у 2002).
Національний склад (станом на 2002 рік):
- росіяни — 86 %